# Le ragazze di Miss Italia
Le ragazze di Miss Italia è un film per la televisione del 2002, diretto da Dino Risi, per l'ultima volta dietro alla macchina da presa. 

## Trama
Durante i giorni precedenti alla finale Miss Italia 2000 si intrecciano le vicende di alcune delle ragazze partecipanti al concorso di bellezza e di altri personaggi: Rossella inizia a frequentare il cameriere Marcello, Patrizia si innamora del dottor Albini che la vorrebbe sposare e Sabrina viene corteggiata da un poliziotto addetto alla vigilanza. Nel frattempo il professor De Lollis, dongiovanni, conosce diverse ragazze e si intrattiene con gli altri ospiti dell'albergo, fra cui l'avvocato Martini Battaglia a cui viene fatto credere che una ragazza sia innamorata di lui e gli abbia chiesto un appuntamento a cui si presenta invece la signora Luana. I due si iniziano a frequentare finché l'avvocato viene arrestato. Lo svolgimento della manifestazione viene inoltre turbato da Flavio, ex fidanzato di Olga, che minaccia di far esplodere una bomba durante la finale di Miss Italia. L'uomo inserisce la bomba in una gallina che si aggira durante la finale, ma per un errore dimentica l'esplosivo nella sua auto facendola detonare e uccidendosi. Lo sventato attentato permette il regolare svolgimento del concorso che viene vinto da Patrizia. L'avvocato Martini Battaglia ritorna da Luana dato che era stato arrestato per errore.

## Produzione
Le riprese di quella che inizialmente doveva essere una miniserie televisiva in due puntate intitolata Bellissime si svolsero tra giugno e luglio del 2000 a Salsomaggiore Terme. Inizialmente il ruolo affidato a Gabriele Ferzetti era stato concepito per Vittorio Gassman, mentre Anna Valle si rifiutò di partecipare alla fiction. Dopo la conclusione delle riprese, Enzo Mirigliani, organizzatore di Miss Italia, criticò nel 2001 la miniserie affermando che offriva "una brutta immagine del concorso" e chiedendo in un'altra occasione delle modifiche al girato. Solo il 15 settembre 2002 con il titolo Le ragazze di Miss Italia la miniserie venne trasmessa in prima TV su Rai 1 in una versione ridotta ad un'unica puntata. Il film TV venne seguito da 4.267.000 spettatori (19.52% di share).

## Interpreti e personaggi
- Nadia Bengala: Simona Comelli
- Christiane Filangieri: Carolina Mazzetti
- Alessandra Meloni: Diana
- Barbara Chiappini: Gianna Caffi
- Arianna David: Renata Carli
- Chiara Giallonardo: Arianna
- Susanna Novella: Domenica
- Laura Di Mariano: Sabrina
- Gisella Sofio: nonna di Renata
- Pietro De Silva: Flavio Calò
- Carlo Molfese: ingegner Tempesta
- Maria Luisa Serena: Mirella Franchi, detta Luana
- Max Parodi: Ricky Udo
- Andrea Beltramo: Marcello Fioravanti
- Armando Marra: commissario Criscivolo
- Monica Antonacci: madre di Rossella
- Teresa D'Alessandro: Rossella
- Virginia Barrett: Miriam
- Tatiana Winteler: Lillina
- Giorgia Bongianni: Patrizia Buscini
- Luisella Boni: Maria Dei
- Laura Freddi: Olga Angelini
- Giada Carlucci: Valeria
- Carolina Di Domenico: Giovanna Cadorin
- Grazia Schiavo: Maria Capuano
- Angelica Russo: ragazza bruna
- Caterina Murino: concorrente espulsa
- Gian: avvocato Attilio Martini Battaglia
- Corrado Tedeschi: dottor Roberto Albini
- Mario Marenco: Mannini
- Paolo Triestino: capitano Beretta
- Nanni Tamma: Bistazzoni
- Mirko Petrini: Claudio
- Simona Marchini: Rosa
- Gianfranco D'Angelo: dottor Marillari
- Stefano Masciarelli: giornalista Bartoletti
- Gabriele Ferzetti: professor De Lollis
- Donatello Landi: paparazzo